# 跑 (板球)
板球（cricket）运动中，跑（run）是得分的基本单位。跑通常是由击球手获得，一方所有上场击球手所获得分之和（以及附加分）则为该方的总分。击球手取得50跑（称为“半百”，half century）或100跑（“一百”，century或ton），以及更高的50跑倍数这样的得分，可认为是值得庆祝的成就。同样，两位击球手搭档共同取得50跑倍数，或队伍总分达到50跑倍数的时候，也可以做一番庆祝。

## 规则
关于跑位得分的规则主要包含在板球规则的第18条。击球手得一跑（分）最直接的方法是：击球员（striker）击出投向他的板球，使得在两位击球手（击球员和陪跑员）任意一位没有出局的情况下，可以从方球场一端跑向另一端；即两位击球手有效互相换位，击球员变成陪跑员（non-striker），而陪跑员变成击球员。击球手在情况允许时，可以多次换位跑，从而取得两分、三分甚至更多。击球手将球击出，落地后出界或直接出界则可以分别获得四分或六分，在某些特定情况下，可以得到五分。
根据规则第18条，如下情形可获得跑分：
- 击球手或他们的替跑员（runner），在球处于比赛进行当中的任何时刻，交叉并完成换位；
- 边界球；
- 附加分；
- 球丢失。

跑分计入球队总成绩，而附加分如坏球、歪球、穿越球（bye）和触身球（leg bye）不计入击球手个人成绩。

## 不及跑
击球手必须由方球场一端击球线跑到另一端的击球线才能算作得到一跑。如果一名击球手在跑位过程中，未能成功触地（即击球手未能将自己身体的一部分或球板触及击球线之后的地面来完成一跑）而继续折返跑，则称之为不及跑（short run）。尽管不及跑缩短了下一跑的距离，但由于第二跑的起点较击球线为近，所以第二跑如果成功完成，则不被认作不及跑。站在击球线之前的击球手如果从此处开始跑位也不认作是不及跑。若出现不及跑的情况，将只减去所有不及的跑分。
如果任何一位裁判认为一位或两位击球手故意不及跑，该裁判将警告击球手并取消该次投球的所有跑分。如果裁判认为击球手于该局内再次故意不及跑，则奖励给投球一方5个罚分。但在实际比赛中，这条规则很少被触及。